# Tmesisternus fergussoni
Tmesisternus fergussoni là một loài bọ cánh cứng trong họ Cerambycidae.